# Васильківська (станція метро)
50°23′36″ пн. ш. 30°29′17″ сх. д. / 50.39333° пн. ш. 30.48806° сх. д.
«Василькі́вська» — 49-та станція Київського метрополітену. Розташована на Оболонсько-Теремківській лінії між станціями «Голосіївська» та «Виставковий центр». Відкрита 15 грудня 2010 року. До 27 грудня 2011 року була кінцевою. На станції є тактильне покриття.
З 13 грудня 2023 по 12 вересня 2024 року у зв'язку з пошкодженням обробки та протіканням тунелю на перегоні «Либідська» — «Деміївська» станція приймала поїзди, що курсували в режимі човникового руху за маршрутом «Деміївська» — «Теремки». На час ремонту сполучення з основною частиною лінії було перервано.

## Конструкція
Конструкція станції — станція мілкого закладення, односклепінна з острівною платформою.
Колійний розвиток: 3-стрілочний оборотний тупик з боку станції «Виставковий центр».
Будівництво розпочалося у 2005 році. Розташована на Васильківській вулиці, біля Васильківської площі. Має два вестибюлі, сполучені з платформою сходами та ліфтами для людей з інвалідністю. Кожен з вестибюлів має виходи по обидві сторони Васильківської вулиці. Всі виходи на поверхню накриті павільйонами. Загалом станція обладнана чотирма ліфтами та двома спеціальними підйомниками для осіб з обмеженими фізичними можливостями.

## Опис
Станція розташована на перетині кількох важливих вулиць. поруч з нею розташовані: супермаркет «Varus», Національний інститут раку, банківські та освітні установи.
В інтер'єрі станції застосовані довговічні опоряджувальні матеріали. Стіни вестибюлів та розподільчих залів облицьовані бежевим та рудим мармуром, колійні стіни — бежевим мармуром та синьою смальтою з цоколем із чорного габро. Підлога платформової дільниці та вестибюлів виконана з шліфованих плит гранітів Покостівського (сірого) та Akam Green А (зеленого), край платформи — з сірого термообробленого граніту, шутц-лінія — з вохристої керамічної плитки з об'ємною фактурою, що дозволяє відчути її людям з вадами зору. Огородження сходів на платформу — з труб та листів з іржостійкого металу.
Односклепінна стеля платформової ділянки фарбована білою водоемульсійною фарбою. Поперечні шви закриті алюмінієвою рейкою «Люксалон». Світлова лінія по краю платформи біля ліфтів та підсвітленням вздовж колійної стіни. Основне джерело освітлення платформи — торшери по осі станції.
Біля сходів у вестибюлі розміщені ліфти для інвалідів, шахти ліфтів — з тонованого скла та алюмінію.
З зовнішнього опорядження присутні тільки виходи з підземних переходів з накритими павільйонами. Виходи являють собою парапет, облицьований червоним гранітом Межиріцького родовища. Павільйони — сталевий каркас фарбований емалями типу «Металік» світло-сірого кольору, критий зверху структурованим синім полікарбонатом, з боків — склом «триплекс». На самих входах встановлюється двері типу «Метро». Стіни переходів облицьовані плиткою типу «Грес», підлога — з шліфованих плит граніту червоного кольору.
Переходи обладнані ліфтами та підйомниками для осіб з інвалідністю.

## Пасажиропотік
| Рік                           | 2009 | 2011 | 2012 | 2013 | 2014 | 2015 | 2016 | 2017 | 2018 |
| ----------------------------- | ---- | ---- | ---- | ---- | ---- | ---- | ---- | ---- | ---- |
| Пасажиропотік, тис. осіб/добу | —    | 25,9 | 18,9 | 19,1 | 18,2 | 18,5 | 19,1 | 20,2 | 21,2 |

## Галерея

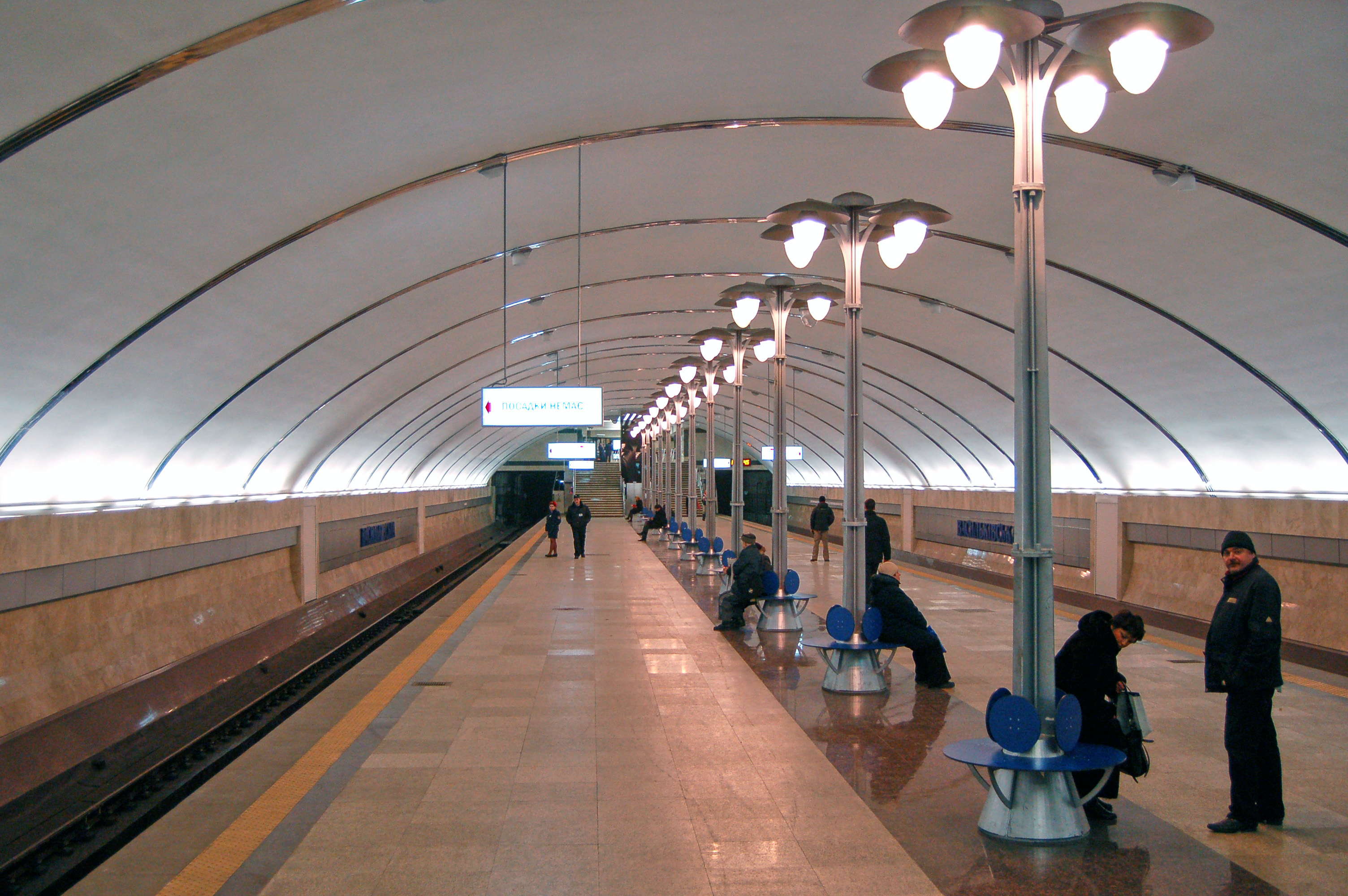
Платформа станції
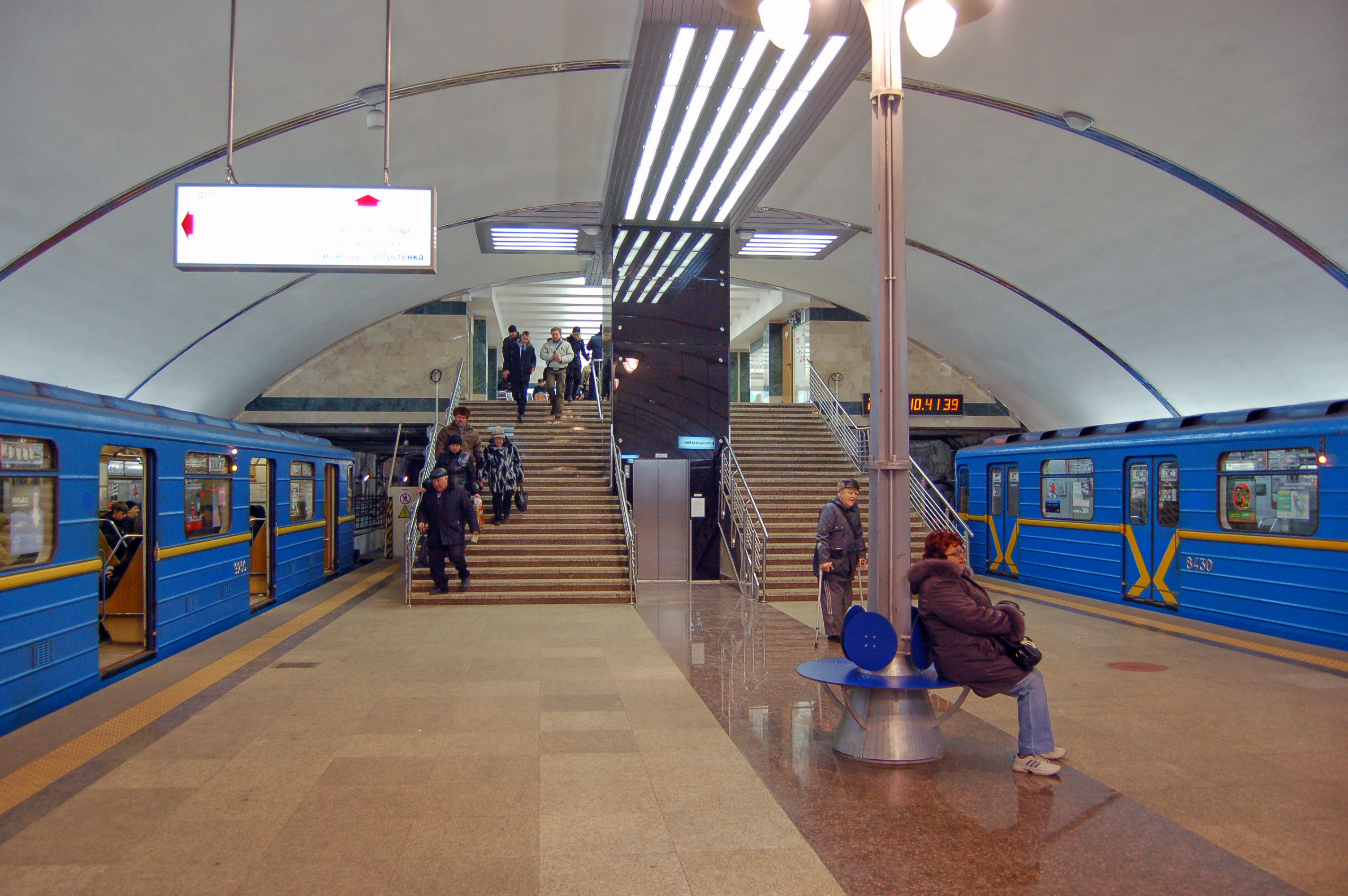
Сходи та ліфт з платформи у вестибюль
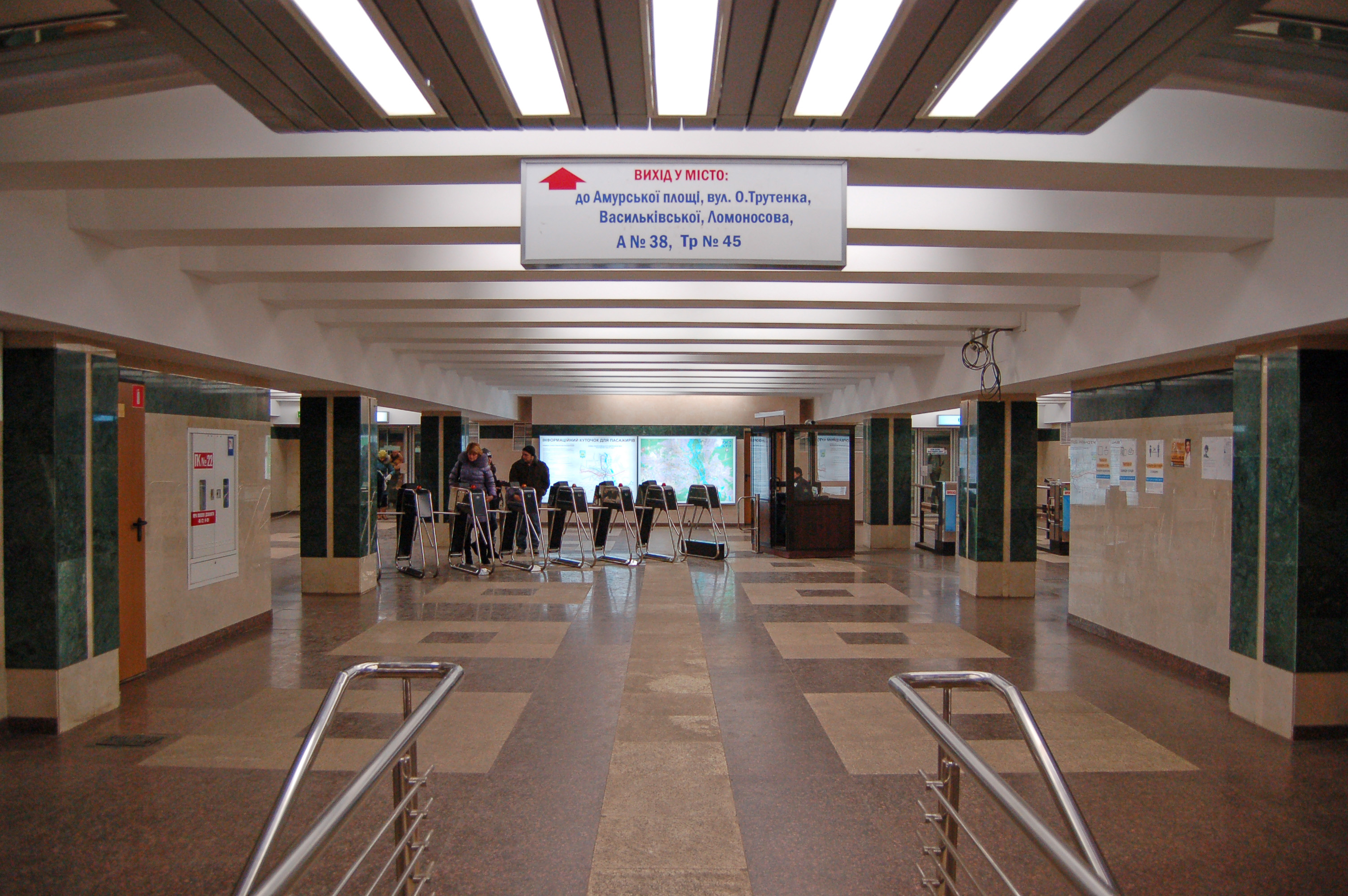
Вестибюль
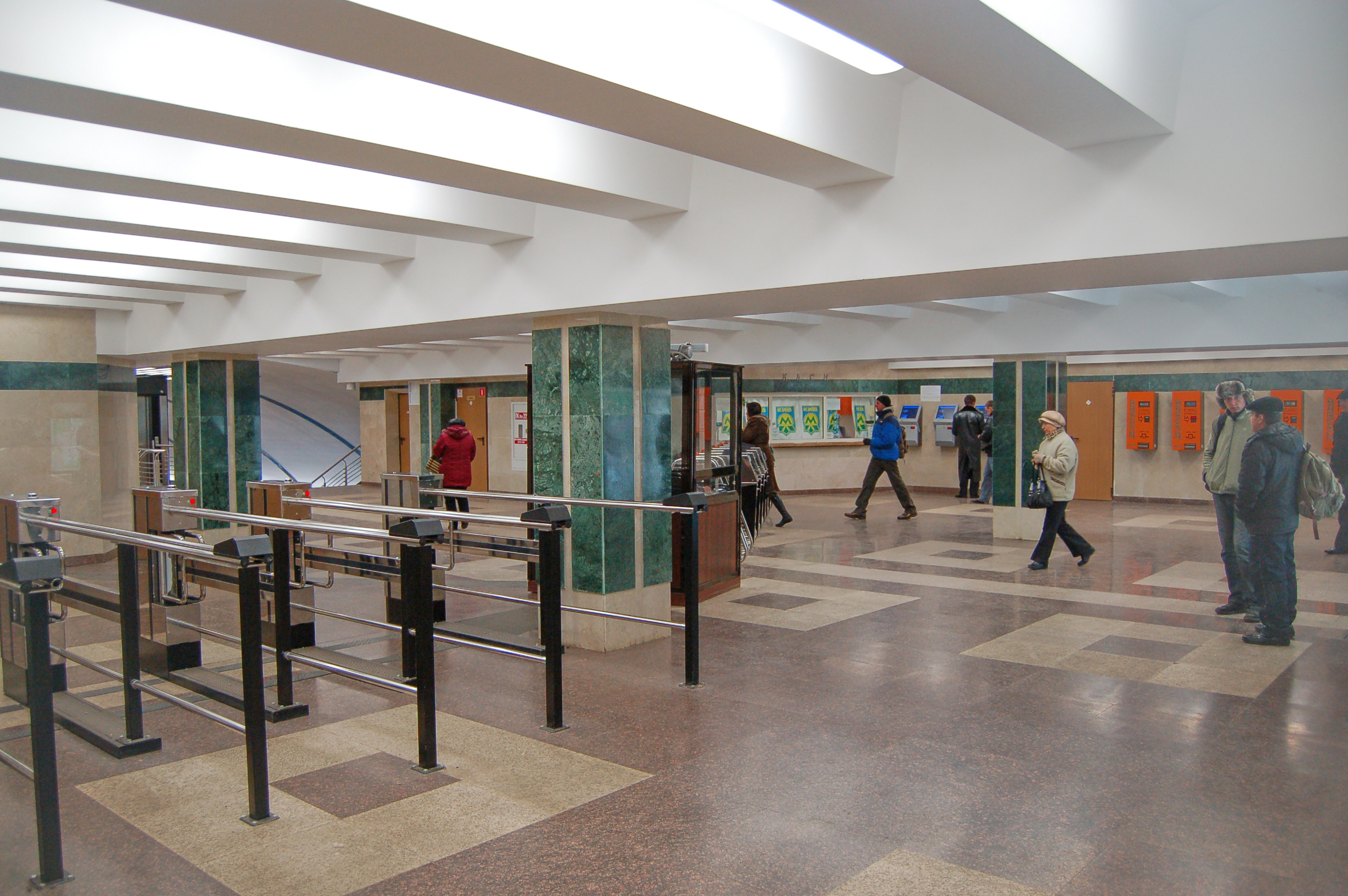
Вестибюль
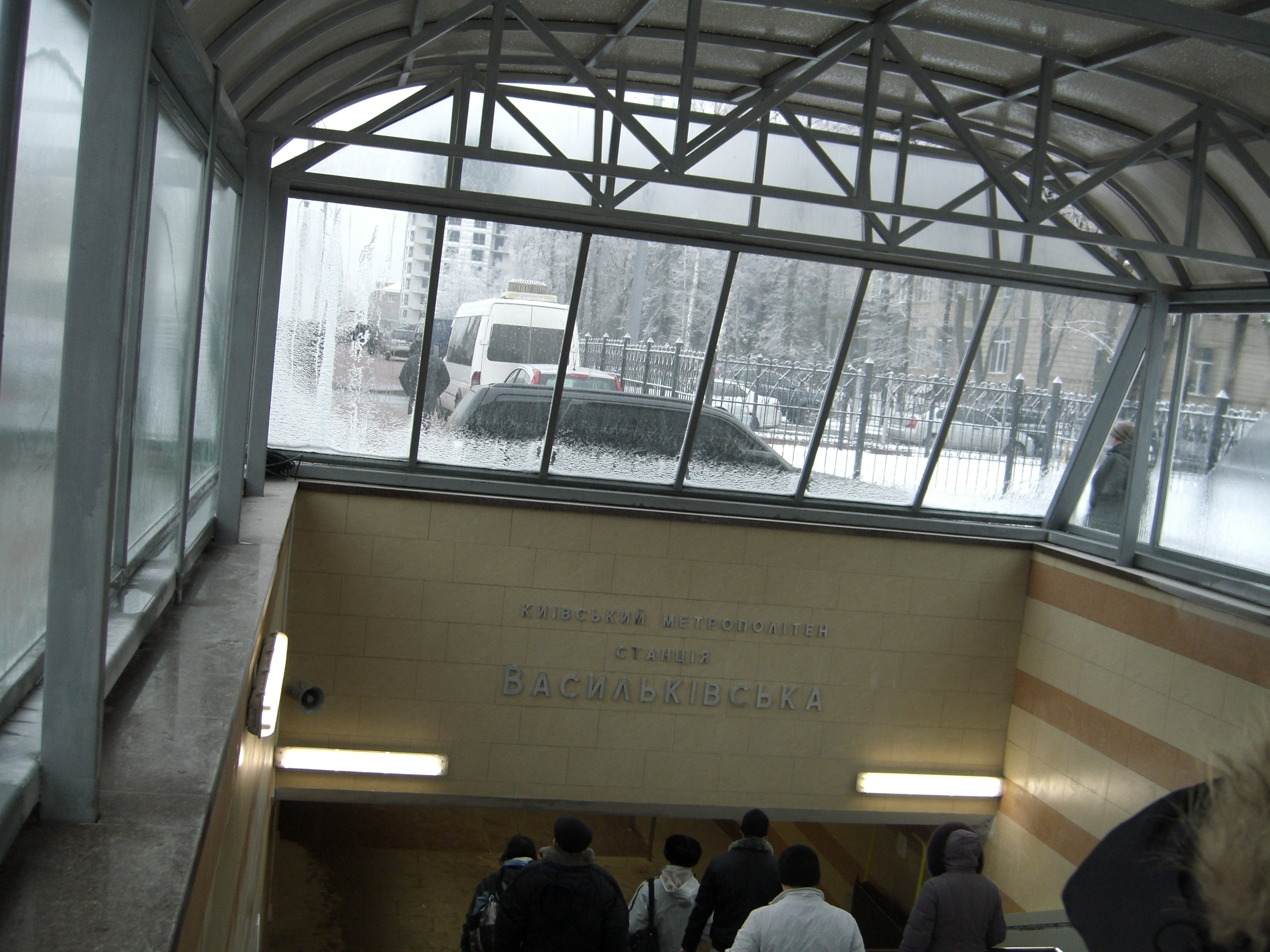
Вихід у місто
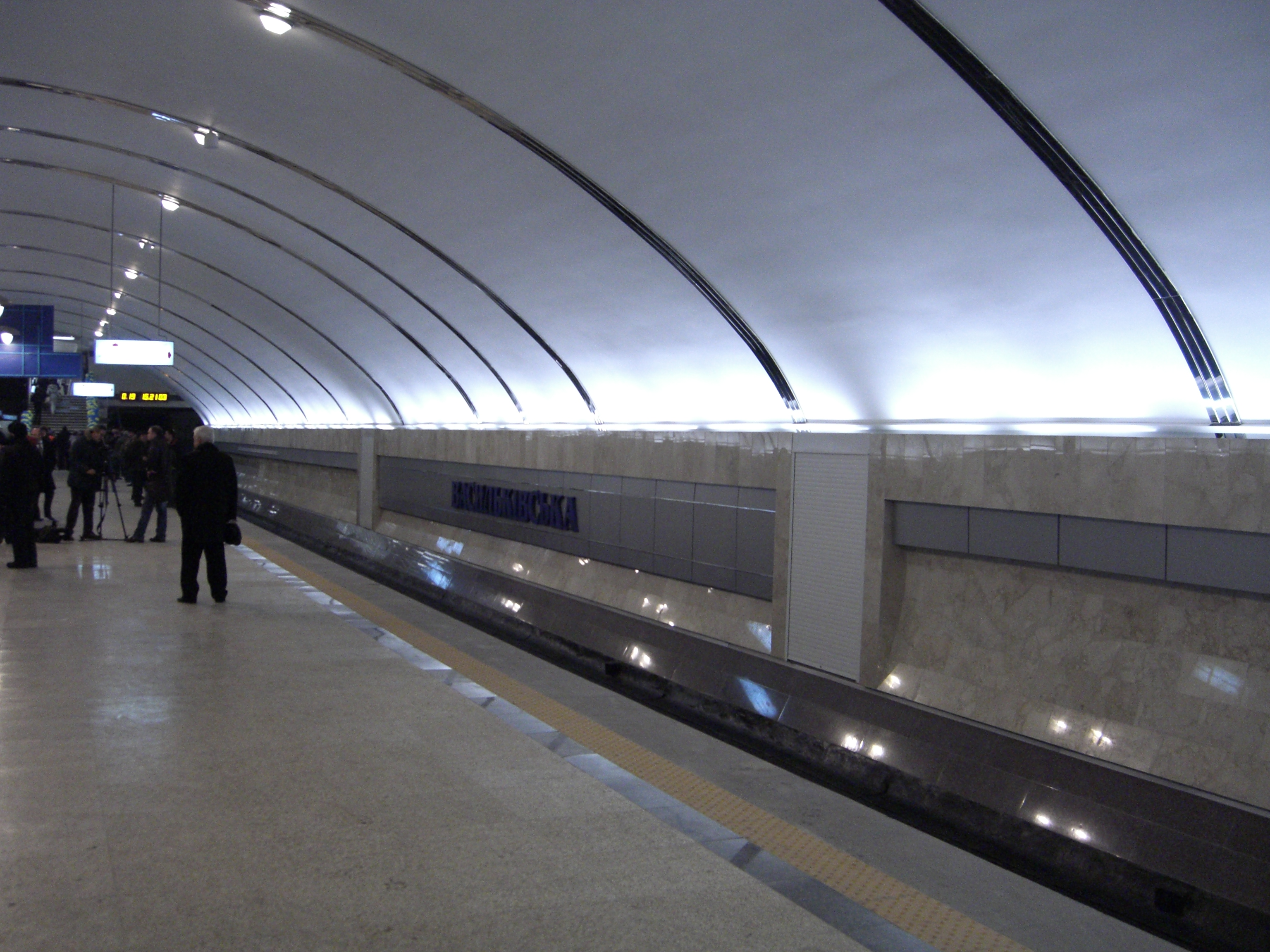
Колійна стіна
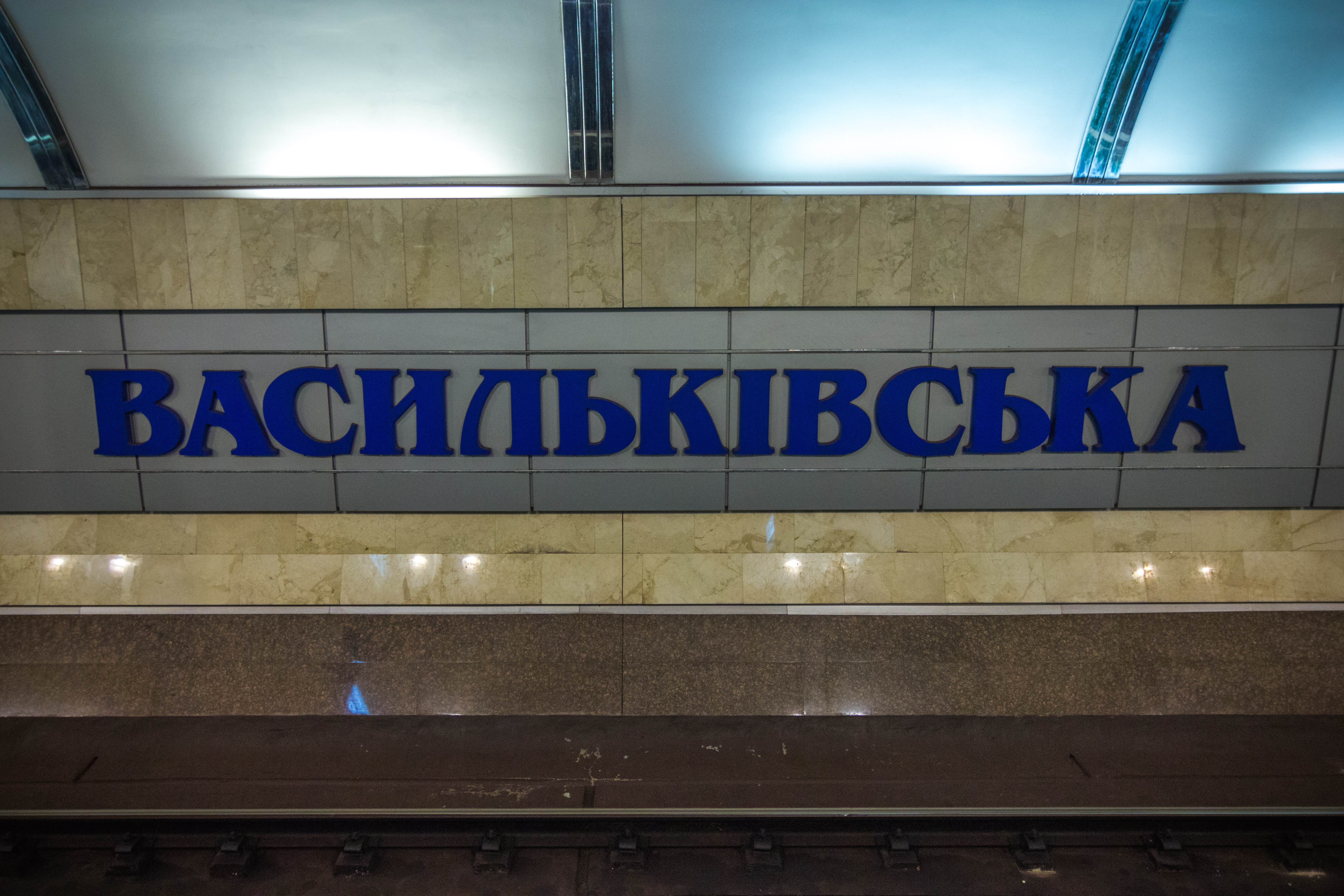
Назва станції на колійній стіні
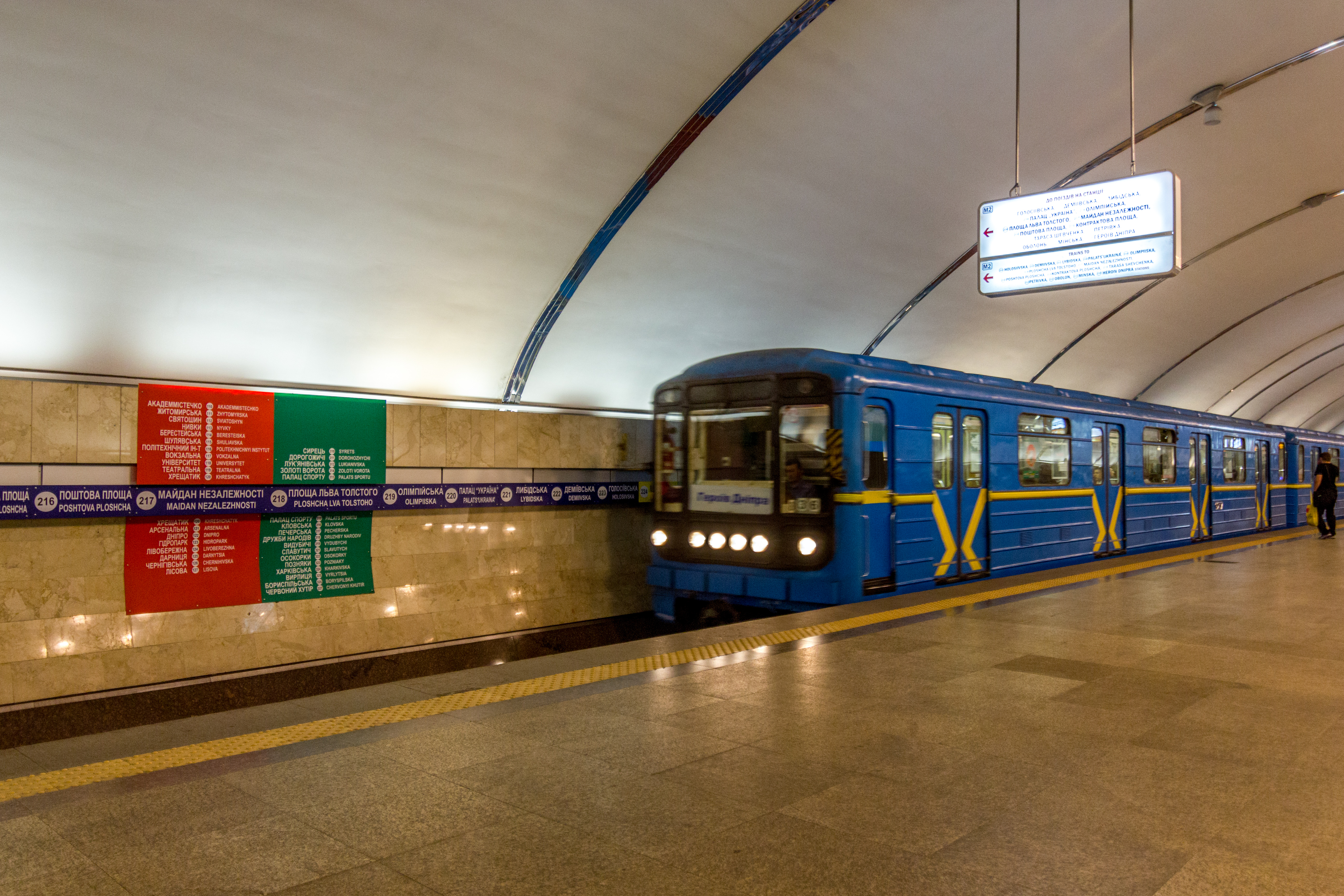
Потяг метро на станції